# Typhloditha termitophila
Typhloditha termitophila är en spindeldjursart som beskrevs av Beier 1964. Typhloditha termitophila ingår i släktet Typhloditha och familjen Tridenchthoniidae. Inga underarter finns listade i Catalogue of Life.